# 乙姫川 (岐阜県)
乙姫川（おとひめがわ）は、郡上市内を流れて吉田川と合流する木曽川水系の普通河川。名広川とも称する。郡上市八幡市街地の南にある東殿山を水源として西へ流れ、乙姫滝で北上、新橋付近の八幡市街地で吉田川に合流する。
上流部には高さ5mほどの乙姫瀧があり、その傍に水神が祀られており、郡上踊りの縁日踊りの一つ乙姫水神祭はこの水神の祭礼である。また、踊りの歌詞としても"日照り続くとて乙姫様の滝の白糸切れはせぬ"と謳われている。市街地ではところどころカワドと呼ばれる洗い場が設けられており、生活用水として用いることができるようになっている。
明治32年(1899年)岐阜県下で最初となる水力発電所が設けられたが、その後廃止されている。